# Bröder (kristendom)
Bröder är det namn som många olika kristna grupper och riktningar använder om sig själva, efter förebild från Nya Testamentet där ordet bröder används ett otal gånger som beteckning för de kristna, exempelvis i Apostlagärningarna 16:4, Första Korinterbrevet 14:26 och Galaterbrevet 5:13.
För att skilja dessa åt har utomstående ofta lagt till ett ortsnamn eller annat kännetecken till namnet. De som berördes av väckelsen kring reformatorn Jan Hus kallades till exempel för de Böhmiska bröderna. Flera av dessa sökte skydd undan religionsförföljelser hos greven Nikolaus Ludwig von Zinzendorf i Herrnhut. Där bildades en brödraförsamling 1727, fröet till det som nu i Sverige kallas Evangeliska Brödraförsamlingen.
Schweiziska bröder kallades de som anammade den anabaptism som uppstod som ett resultat av Conrad Grebels förkunnelse. Även mennoniterna, hutteriterna, Bruderhof och amishfolket har sina rötter i samma rörelse.
Lärjungarna till den tyske predikanten Alexander Mack har kallats för Schwarzenau-bröder eller Tyska bröder. De största kyrkorna i denna tradition är idag samlade i Brethren World Assembly

I likhet med dessa praktiserar Brethren in Christ Church troendeop genom trefaldig framstupa nedsänkning. 
Rörelser med rötter i John Nelson Darbys förkunnelse kallas för Plymouthbröderna.